# 小寺明 (化学者)
小寺 明（こてら あきら、1911年11月2日 - 2001年9月28日）は、日本の化学者。専門は、高分子化学。東京教育大学名誉教授。理学博士（東京帝国大学）。東京生。

## 略歴
- 東京高等学校 (旧制)卒。
- 1934年東京帝国大学理学部化学科卒[3]。
- 1934年京都帝国大学化学研究所助手。その後、大阪帝国大学理学部助手、専任講師を経て、1939年産業科学研究所助教授。
- 1942年大阪帝国大学理学部助教授。
- 1947年名古屋大学理学部助教授。
- 1948年8月東京帝国大学にて論題「ヴィニル重合体の双極子能率に就て」で理学博士受く[4]。
- 1950年東京文理科大学教授。
- 1954年東京教育大学理学部教授[5]。
- 1975年停年退官　名誉教授　東京教育大学理学部兼任講師　攻玉社短期大学土木科Ⅱ科教授。
- 1977年秋田経済大学教養部特任教授。
- 1983年退職　国際学院埼玉短期大学食物栄養科客員教授。
- 1985年退職。

この他に、東京教育大学理学部長、東京教育大学評議員、中央大学法学部通信教育課程兼任講師、日本化学会副会長、日本学術会議議員を歴任。

## 著書
- 『物理化學實驗法』編著、朝倉書店、1955年
- 『高分子化学　上巻・下巻（実験化学講座 8）』丸善、1956年-1957年初版/1963年第2版
- 『化学情報　問題点の現状と将来』編著、南江堂、1971年

## 註
1. ↑  『日本紳士録（第6版）』ぎょうせい、1977.1、p292
2. ↑  “小寺明氏死去／東京教育大名誉教授、高分子化学”. SHIKOKU NEWS (四国新聞社). (2001年9月29日) 2020年8月20日閲覧。
3. 1 2  上掲『日本紳士録（第6版）』p292
4. ↑  博論データベース
5. 1 2  以上につき上掲『化学情報』奥付